# غالينا مارينوفا
غالينا مارينوفا (بالبلغارية: Галина Маринова)‏ هي لاعبة جمباز فني بلغارية، ولدت في 1 سبتمبر 1964.

## وصلات خارجية
- غالينا مارينوفا على موقع أوليمبيديا (الإنجليزية)